# (18301) Конюхов
(18301) Конюхов (лат. Konyukhov) — типичный астероид главного пояса, открыт 27 августа 1979 года советским астрономом Николаем Черных в Крымской астрофизической обсерватории и 2 сентября 2001 года назван в честь путешественника Фёдора Конюхова.

## Обнаружение и именование
(18301) Конюхов
Открыт 27 августа 1979 года в Крымской астрофизической обсерватории Н. С. Черных.
Фёдор Филиппович Конюхов (р. 1951) в основном в одиночку совершил 50 обширных путешествий, покорил оба полюса и все самые высокие горы мира. Известный русский путешественник прошёл многие из самых сложных сухопутных и морских маршрутов в мире и трижды совершил кругосветное плавание.
Оригинальный текст (англ.)18301 Konyukhov
Discovered 1979 Aug. 27 by N. S. Chernykh at the Crimean Astrophysical Observatory.
Fyodor Fyodorovich Konyukhov (b. 1951) has performed 50 extensive travels, mainly alone. He conquered both poles and all the highest mountains of the world. The renowned Russian traveler has taken many of the world's most difficult land and sea routes and has sailed around the world three times.
Источники: 20010902/MPCPages.arc; M.P.C. 43383.

## Орбита

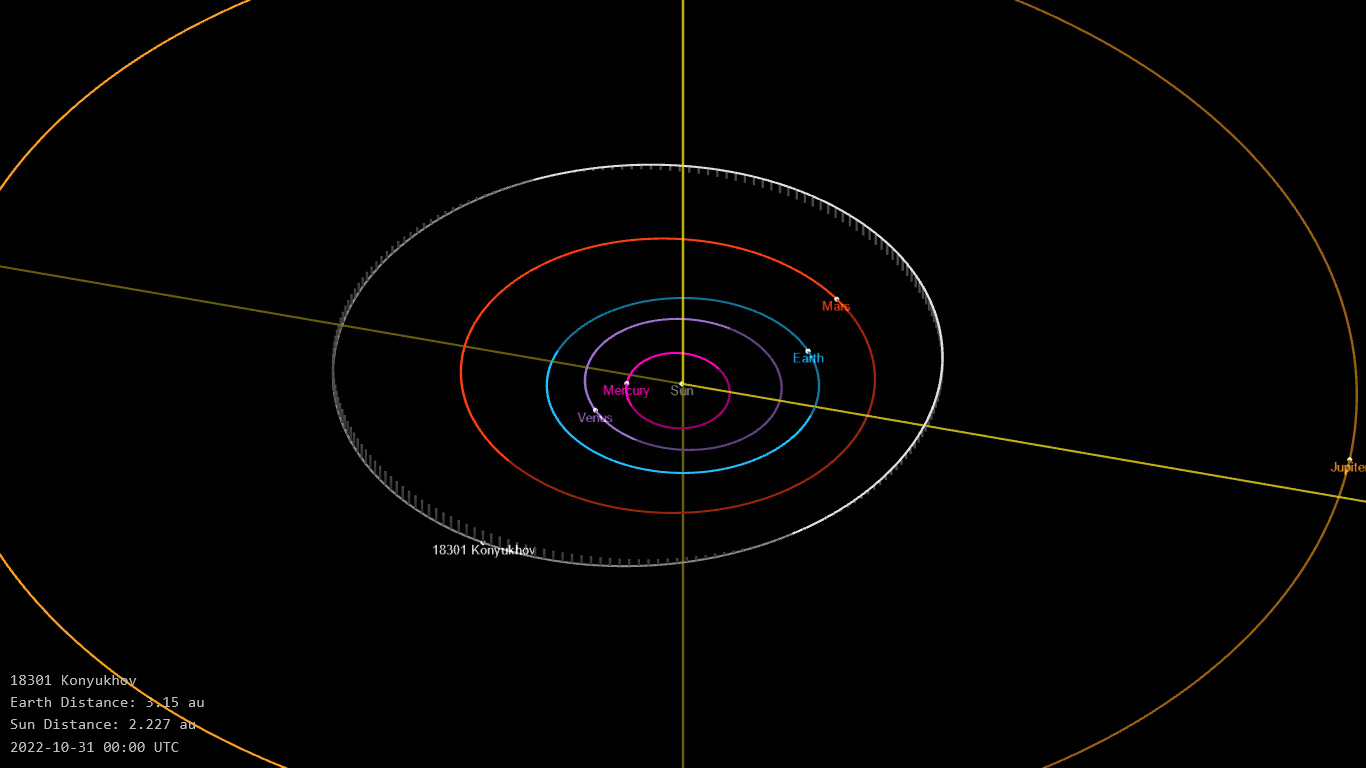
Орбита астероида Конюхов и его положение в Солнечной системе

## Физические характеристики
Астероид относится к таксономическому классу S.
По результатам наблюдений системы телескопов панорамного обзора и быстрого реагирования Pan-STARRS и наблюдений системы последнего оповещения о столкновении астероида с Землей ATLAS абсолютная звёздная величина астероида сначала оценивалась равной 14,00±0,29m, позже — 13,35±0,046m и 13,64±0,027m.